# فيديريكو كابيسي
فيديريكو كابيسي (بالإسبانية: Federico Capece)‏ هو لاعب كرة قدم أرجنتيني في مركز الوسط، ولد في 19 فبراير 1976 في بوينس آيرس في الأرجنتين. لعب مع أتلتيكو أتلانتا وتيغري ونادي ألميرانته براون.